# Newtown Ground
Newtown Ground – to wielofunkcyjny stadion w Basseterre, na wyspie Saint Kitts w Saint Kitts i Nevis. Swoje mecze rozgrywa na nim drużyna piłkarska Newtown United FC. Stadion może pomieścić 1 000 osób.